# Сім Рильських озер
Сім Рільських озер (болг. Седемте рилски езера) — група озер льодовикового походження, розташованих в північно-західній частині Рильських гір в Болгарії. Озера є найвідвідуванішою групою озер в Болгарії. Розміщені на висоті від 2,100 до 2,500 метрів над рівнем моря.
Кожне озеро носить ім'я, пов'язане з його найхарактернішою рисою. Найвище з них називається «Сълзата» («Сльоза») через його чисту воду, яка дає велику видимість в глибину. Наступне по висоті носить назву «Окото» («Око») завдяки майже ідеально овальній формі. Окото є найглибшим цирковим озером в Болгарії, з глибиною 37,5 м. «Бъбрека» («Нирка») є озеро з крутими берегами зі всієї групи. «Близнака» («Близнюки») є найбільшим за площею. «Трилистника»(«Трилисник») має неправильну форму і низькі береги. Озеро мілке — «Рибното езеро» («Рибне озеро») і останнє наймілкіше «Долното езеро» («Нижнє озеро»), де збираються води, які течуть з інших озер, щоб сформувати річку Джерман.
Сім озер є головною визначною пам'яткою в Болгарії через надихаючу природну красу цього місця. Озера розташовані один над одним і з'єднані невеликими потоками, які утворюють крихітні водоспади і каскади. Місця для розміщення туристів в околицях озер розташовані на північно-східному березі Рибного Озера на висоті 2196 м. Найвдаліший час для відвідування озера — літо, в липні і серпні, коли температура вище 10 градусів за Цельсієм і ризик раптових штормів найнижчий. В інший час року гірська погода недружелюбна для туристів. У жовтні озера замерзають і крига не сходить до червня. Крижаний покрив озер може досягати до 2 метрів.
| Назва болгарською | Назва українською | Координати                                                            | Висота над рівнем моря, м | Площа, Га | Глибина, м | Пояснення назви          |
| ----------------- | ----------------- | --------------------------------------------------------------------- | ------------------------- | --------- | ---------- | ------------------------ |
| Сълзата           | Сльоза            | 42°11′50″ пн. ш. 23°18′39″ сх. д. / 42.19722° пн. ш. 23.31083° сх. д. | 2 535                     | 0,7 (1,7) | 4,5        | Через чисту воду         |
| Окото             | Око               | 42°11′58″ пн. ш. 23°18′23″ сх. д. / 42.19944° пн. ш. 23.30639° сх. д. | 2 440                     | 6,8 (17)  | 37,5       | Овальна форма            |
| Бъбрека           | Нирка             | 42°12′19″ пн. ш. 23°18′27″ сх. д. / 42.20528° пн. ш. 23.30750° сх. д. | 2 282                     | 8,5 (21)  | 28,0       | Схоже на нирку за формою |
| Близнака          | Близнюки          | 42°12′02″ пн. ш. 23°18′57″ сх. д. / 42.20056° пн. ш. 23.31583° сх. д. | 2 243                     | 9,1 (22)  | 27,5       | Подвійний басейн         |
| Трилистника       | Трилистник        | 42°12′22″ пн. ш. 23°19′06″ сх. д. / 42.20611° пн. ш. 23.31833° сх. д. | 2 216                     | 2,6 (6,4) | 6,5        | Форма трилисника         |
| Рибното езеро     | Рибне озеро       | 42°12′24″ пн. ш. 23°19′24″ сх. д. / 42.20667° пн. ш. 23.32333° сх. д. | 2 184                     | 3,5 (8,6) | 2,5        | Саме мілководне          |
| Долното езеро     | Нижнє озеро       | 42°12′39″ пн. ш. 23°19′32″ сх. д. / 42.21083° пн. ш. 23.32556° сх. д. | 2 095                     | 5,9 (15)  | 11,0       | Найнижче над рівнем моря |

## Галерея

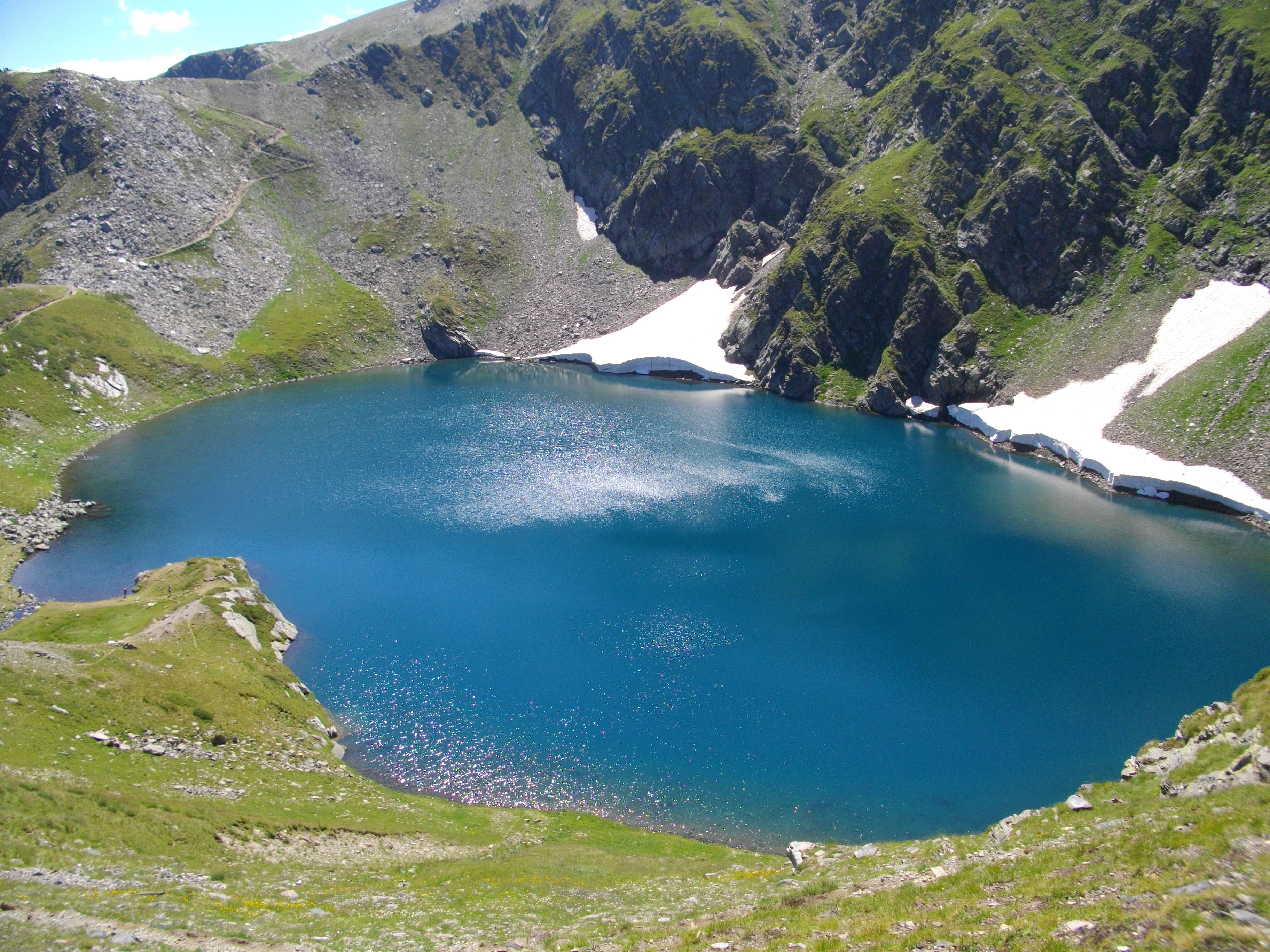
Окото
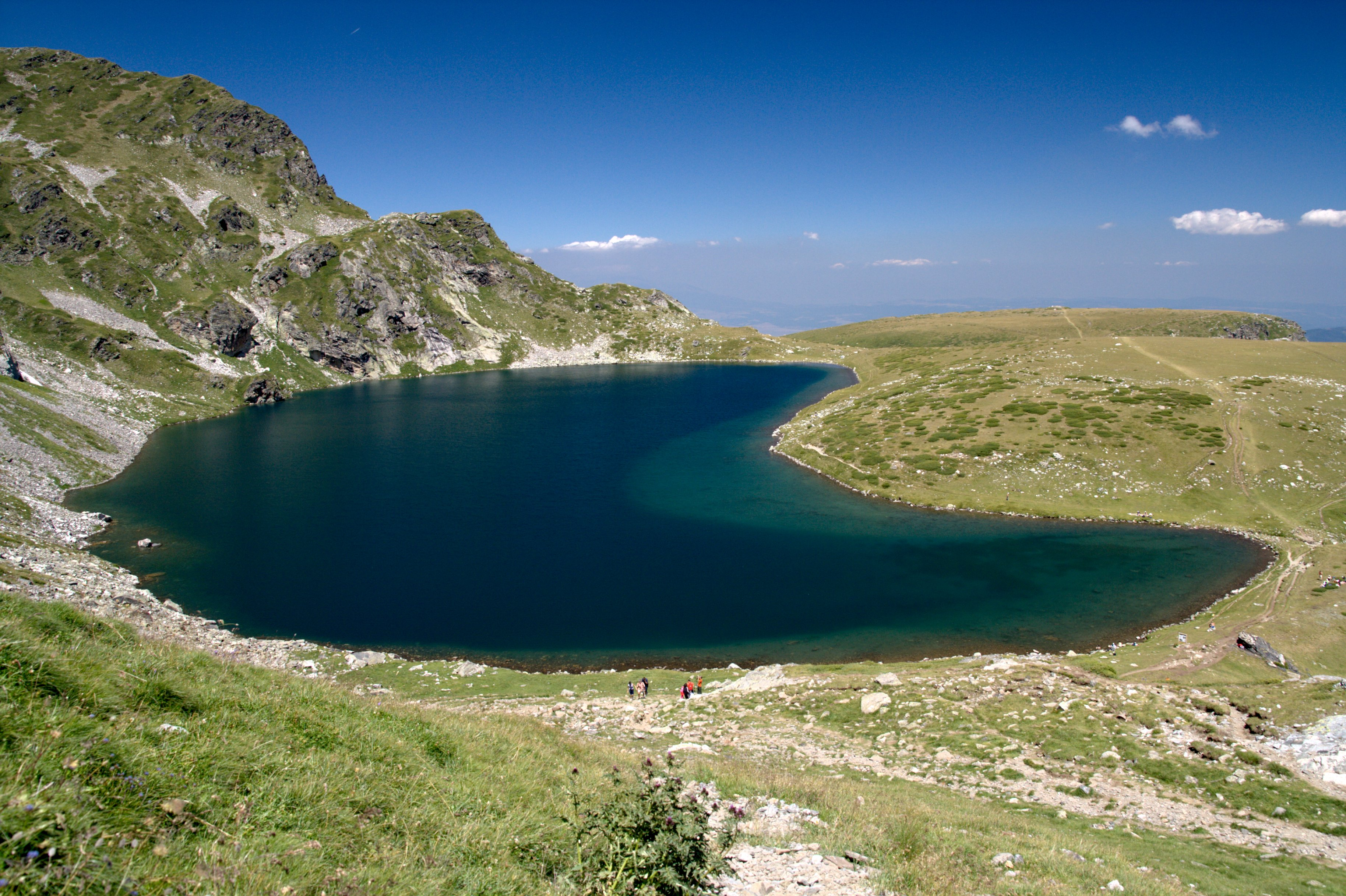
Нирка
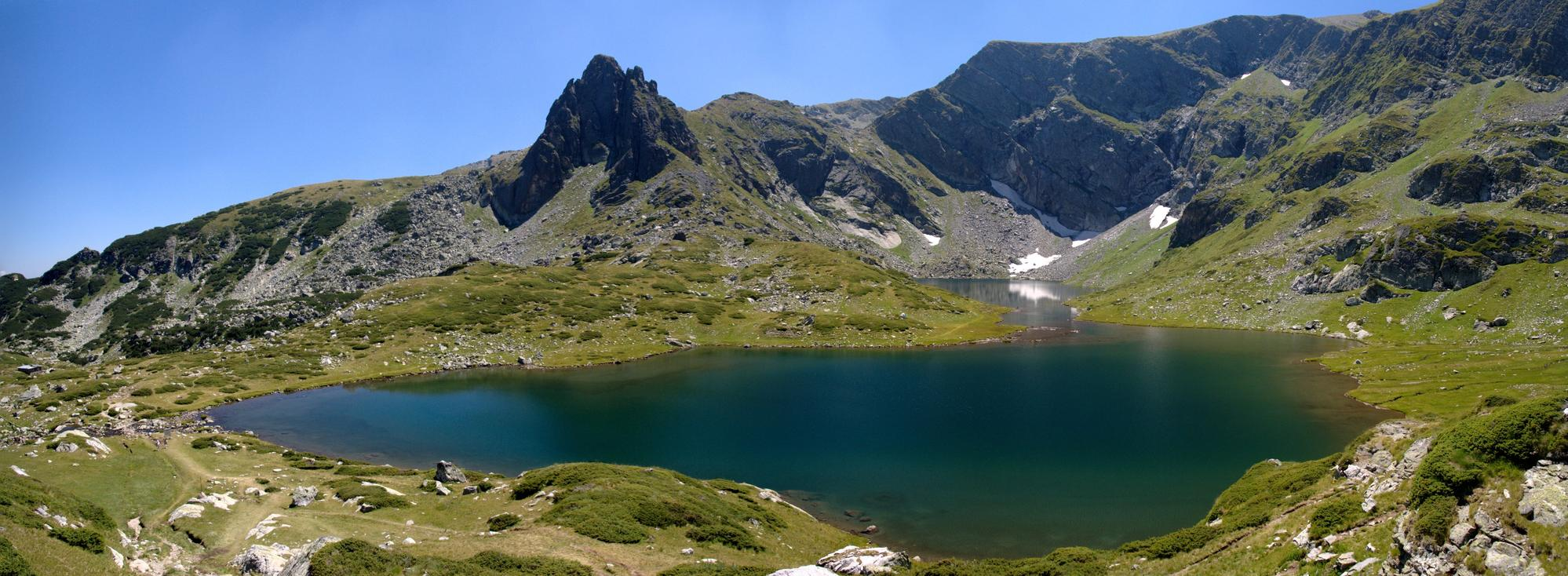
Близнюки